# Dai Ailian
Dai Ailian (* 10. Mai 1916 auf Trinidad, Trinidad und Tobago; † 9. Februar 2006 in Peking, Volksrepublik China) war eine chinesische Tänzerin, Choreographin und Gründerin der Beijing Dance School.